# Liste der Kulturdenkmäler in Reichelsheim (Odenwald)
Die folgende Liste enthält die in der Denkmaltopographie ausgewiesenen Kulturdenkmäler auf dem Gebiet  der Gemeinde Reichelsheim, Odenwaldkreis, Hessen.
Hinweis: Die Reihenfolge der Denkmäler in dieser Liste orientiert sich zunächst an Ortsteilen und anschließend der Anschrift, alternativ ist sie auch nach der Bezeichnung, der vom Landesamt für Denkmalpflege vergebenen Nummer oder der Bauzeit sortierbar.
Kulturdenkmäler werden fortlaufend im Denkmalverzeichnis des Landes Hessen durch das Landesamt für Denkmalpflege Hessen auf Basis des Hessischen Denkmalschutzgesetzes (HDSchG) geführt. Die Schutzwürdigkeit eines Kulturdenkmals hängt nicht von der Eintragung in das Denkmalverzeichnis des Landes Hessen oder der Veröffentlichung in der Denkmaltopographie ab.

Das Vorhandensein oder Fehlen eines Objekts in dieser Liste ist keine rechtsverbindliche Auskunft darüber, ob es Kulturdenkmal ist oder nicht: Diese Liste entspricht möglicherweise nicht dem aktuellen Stand der offiziellen Denkmaltopographie. Diese ist für Hessen in den entsprechenden Bänden der Denkmaltopographie Bundesrepublik Deutschland und im Internet unter DenkXweb – Kulturdenkmäler in Hessen einsehbar. Auch diese Quellen sind, obwohl sie durch das Landesamt für Denkmalpflege Hessen aktualisiert werden, nicht immer aktuell, da es im Denkmalbestand immer wieder Änderungen gibt.
Eine verbindliche Auskunft erteilt allein das Landesamt für Denkmalpflege Hessen.
Nutze diese Kartenansicht, um Koordinaten in der Liste zu setzen. In dieser Kartenansicht sind Kulturdenkmale ohne Koordinaten mit einem roten bzw. orangen Marker dargestellt und können in der Karte gesetzt werden. Kulturdenkmale ohne Bild sind mit einem blauen bzw. roten Marker gekennzeichnet, Kulturdenkmale mit Bild mit einem grünen bzw. orangen Marker.

## Kulturdenkmäler nach Ortsteilen

### Beerfurth
| Bild                                 | Bezeichnung                          | Lage                                                             | Beschreibung | Bauzeit  | Objekt-Nr. |
| ------------------------------------ | ------------------------------------ | ---------------------------------------------------------------- | --- | -------- | ---------- |
| weitere Bilder                       | „Beerfurther Schlößchen“             | Alme und Schlosswald LageFlur: 3, Flurstück: 27                  | Mittelalterliche Burganlage unbekannten Ursprungs auf einem 363 Meter hohen Ausläufer des Burgbergs. Die polygonale, nahezu runde Anlage mit einem Durchmesser von etwa 15 Metern weist Ähnlichkeit mit der Burg Schnellerts auf. Oberflächlich sind nur noch Mauerreste und Gräben erhalten. Im 19. Jahrhundert war noch ein Torhaus zu erkennen. Die Anlage wurde 1740 als uraltes Herrsch. Schloß erstmals erwähnt und wurde von den Bewohnern Kirch-Beerfurths als Steinbruch genutzt, wodurch mehrere Spolien in Gebäuden des Ortes verbaut sind. Eine wissenschaftliche Erforschung der Anlage begann 1880/85 mit Grabungen durch Eduard Anthes.         |          | 445924 DDB |
| Wohnhaus                             | Wohnhaus                             | Brückenstraße 9 LageFlur: 1, Flurstück: 17                       | Giebelständiges einstöckiges Fachwerkhaus auf massivem Sockel, in dem sich Keller und Stall befinden und der am Kellereingang 1831 datiert ist. Das straßenseitig verschindelte und von einem Satteldach bedeckte Gebäude wurde in konstruktivem Fachwerk errichtet und weist eine hohe einläufige Außentreppe auf. Die zur Hofreite gehörige Scheune steht im rechten Winkel zum Wohnhaus. | 1831     | 11617 DDB  |
| Tagelöhnerhaus                       | Tagelöhnerhaus                       | Burgstraße 5 LageFlur: 1, Flurstück: 70                          | Einstöckiges Fachwerkwohnhaus aus konstruktivem Fachwerk mit gekrümmten Eckstreben auf hohem Keller-Stall-Sockel aus Sandstein, überdeckt von einem Satteldach. Eine heute verdeckte Bauinschrift am Türsturz nannte das Baujahr 1834. Die westliche Giebelwand wurde massiv erneuert. Als einziges gut erhaltenes Tagelöhnerhaus des Dorfes ist das Gebäude vor allem von sozialgeschichtlichem Interesse. | 1834     | 11618 DDB  |
| Wohnhaus                             | Wohnhaus                             | Burgstraße 8 LageFlur: 1, Flurstück: 49                          | Einstöckiges traufständiges Fachwerkhaus aus symmetrischem Fachwerk, unterkellert, mit mittigem Portal, Zwerchhaus und Satteldach. Eine Inschrift am Kellereingang nennt das Baujahr 1851. Ein ovales Kellerfenster stammt angeblich vom Beerfurther Schlösschen. Am zugehörigen Bau (Altenteiler) sowie an der Scheune Reste von Kratzputz sowie ein nicht mehr lesbarer Spruch. | 1851     | 11619 DDB  |
| Gersprenzbrücke                      | Gersprenzbrücke                      | Gersprenz (Marktplatz) LageFlur: 1, Flurstück: 58                | Sandsteinbrücke mit kniehohen Wangen auf drei abgerundeten Pfeilern. Von einer nahen weiteren Brücke, die den Flurgraben der Gersprenz überspannte, ist nichts erhalten. | 19. Jhd. | 11616 DDB  |
| Gasthaus „Zum Goldenen Pflug“        | Gasthaus „Zum Goldenen Pflug“        | Marktplatz 4 LageFlur: 1, Flurstück: 145                         | Traufständiges zweigeschossiges Fachwerkgebäude auf massivem Kellersockel, mit zweiläufiger Freitreppe und bedeckt von einem Satteldach. Dem Fachwerk der beiden Vollgeschosse nach zu urteilen stammt das in beherrschender Lage am Marktplatz befindliche Gebäude noch aus dem späten 18. Jahrhundert. Das Treppengeländer und das Tor zum Hof sind Schmiedearbeiten des 19. Jahrhunderts. | 18. Jhd. | 11620 DDB  |
| Wohnhaus                             | Wohnhaus                             | Pfalzstraße 2 LageFlur: 1, Flurstück: 75                         | Traufständiges zweistöckiges Fachwerkhaus auf massivem Hausteinsockel, mit massiv erneuertem Erdgeschoss und verschindelter südlicher Giebelseite, bedeckt von einem Satteldach. Das in städtebaulich wichtiger Stelle am Südende des Marktplatzes gelegene Gebäude weist am Sockel eine Inschriftentafel auf, die inmitten von lorbeerartigen Reliefverzierungen das Baujahr 1784 nennt. Die Kellertür schließt oben mit einem Segmentbogensturz ab, dessen Schlussstein einen Scheckkopf aufweist. Im Garten hinter der Hofreite befinden sich zwei mit floralen Elementen verzierte Sandsteinquader, die angeblich aus dem Beerfurther Schlösschen stammen. | 1784     | 11621 DDB  |
| Gasthaus „Zum Scholzenhof“           | Gasthaus „Zum Scholzenhof“           | Pfalzstraße 6 LageFlur: 1, Flurstück: 77                         | Zweistöckiges giebelständiges Fachwerkwohnhaus, nach Süden und Westen verschindelt, am Kellerportal datiert 1849, bedeckt von einem Satteldach. An die hintere Giebelseite sind kleinere Nebengebäude angebaut, hofseitig ein gegiebelter Anbau sowie eine überdachte Toreinfahrt. Die zugehörige Stallscheune als Fachwerkbau auf massivem Sockelgeschoss stammt wohl noch aus dem 18. Jahrhundert. | 1849     | 11622 DDB  |
| Bild gesucht BW                      | Hofreite                             | Schulstraße 15 LageFlur: 1, Flurstück: 128                       | Stattliche vierseitige Hofreite mit zweistöckigem Fachwerkwohnhaus von 1834 mit symmetrischem Fachwerk auf massivem Kellersockel. Der Bau (Altenteiler) und die Scheune sind älter. Die Scheune stammt angeblich aus Fürth (Odenwald) und wurde 1844 transloziert, sie weist Reste von Stipp-Putz auf. Der Garten des Anwesens ist von einer hohen Mauer mit Abdeckplatten in Form von Bischofsmützen umgeben. | 1834     | 11623 DDB  |
| Tagelöhnerhaus                       | Tagelöhnerhaus                       | Schwimmbadstraße 9 LageFlur: 1, Flurstück: 219                   | Einstöckiges Fachwerk-Doppelhaus auf hohem massiven Stallsockel, mit zweiläufiger Freitreppe zur gemeinsamen Eingangstür. Das von einem Satteldach überdeckte Gebäude wurde nachträglich nach Westen um eine Scheune zum Einhaus erweitert und ist daher vor allem typengeschichtlich interessant. | 19. Jhd. | 11624 DDB  |
| Ehemalige Schule von Kirch-Beerfurth | Ehemalige Schule von Kirch-Beerfurth | Siegfriedstraße 22 LageFlur: 1, Flurstück: 195                   | Traufständiger, zweigeschossiger Steinbau mit verschindelter Fachwerk-Giebelseite, Krüppelwalmdach und Dachreiter. Die zu Doppelfenstern gruppierten Fenster weisen Hausteingewände auf. Der qualitätvolle Zweckbau aus dem frühen 20. Jahrhundert entstand unter dem Einfluss der Heimatschutzarchitektur. | 20. Jhd. | 11625 DDB  |
| Hofreite                             | Hofreite                             | Siegfriedstraße 28, Brühlstraße LageFlur: 1, Flurstück: 191, 192 | Kleine Hofreite mit einstöckigem traufständigen, nach Süden und Westen verschindelten Fachwerkwohnhaus auf Kellersockel, erbaut um 1840, und parallel dazu die 1854 erbaute Fachwerkscheune, die 1871 und 1948 verlängert wurde. Die Scheune weist im Putz gekratzte Pflanzenornamente und Inschriften auf. | 19. Jhd. | 11626 DDB  |

### Bockenrod
| Bild           | Bezeichnung       | Lage                                           | Beschreibung | Bauzeit | Objekt-Nr. |
| -------------- | ----------------- | ---------------------------------------------- | --- | ------- | ---------- |
| weitere Bilder | Bockenröder Mühle | Neuhausstraße 8 LageFlur: 2, Flurstück: 20/2   | Die außerhalb des Ortes am Mergbach gelegene Mühle hat als Hauptgebäude ein zweistöckiges Fachwerkwohnhaus mit Krüppelwalmdach aus der Zeit um 1730, das nach einem inschriftlich belegten Brand von 1831 in klassizistischem Fachwerk erneuert wurde. Das Kellerportal mit Datum 1794 im Hausinneren weist auf weitere Bautätigkeiten hin. Um das Haus gruppieren sich Stallscheune, Kuhstall und Scheuer zu einem großen Gebäudekomplex. Freistehend zugehörig ist eine Ölmühle, die auch nach dem Brand von 1831 errichtet wurde. |         | 11629 DDB  |
| Hofreite       | Hofreite          | Nibelungenstraße 11 LageFlur: 1, Flurstück: 73 | Eingeschossiges traufständiges Fachwerkwohnhaus mit Satteldach auf massivem Keller. Am rundbogigen Kellerportal datiert 1573 und damit das älteste Gebäude des Ortes, auch wenn der Fachwerkaufbau um 1820 erneuert wurde. Das Haus dürfte auf das urkundlich belegte feste Haus des Schultheißen zurückgehen. | 1573    | 11630 DDB  |

### Eberbach
| Bild            | Bezeichnung | Lage                                  | Beschreibung | Bauzeit  | Objekt-Nr. |
| --------------- | ----------- | ------------------------------------- | --- | -------- | ---------- |
| Wohnhaus        | Wohnhaus    | Eberbach 6 LageFlur: 1, Flurstück: 3  | Eingeschossiges Fachwerkwohnhaus mit Satteldach auf einem massiv erneuerten Sockelgeschoss. Das nach Angaben der Besitzer 1618 erbaute Haus ist eines der ältesten Bauernhäuser im Odenwaldkreis und geht aufgrund seiner langgestreckten Form wohl auf ein Einhaus zurück. Das Fachwerk weist den für den Odenwald typischen großen Abstand zwischen den Ständern auf. Die wandhohen Streben sind natürlich gekrümmt. Die Wirtschaftsgebäude des Vierseithofes stammen aus dem 18. Jahrhundert. | 1618     | 11632 DDB  |
| Bild gesucht BW | Wohnhaus    | Eberbach 7 LageFlur: 1, Flurstück: 12 | Zweigeschossiges Fachwerkwohnhaus mit Satteldach. Das Haus wurde im späten 18. Jahrhundert auf einem älteren Gewölbekeller errichtet, der am Kellerportal 1557 datiert ist. Der frühere Stallteil in der linken Hälfte des Erdgeschosses wurde massiv in Sandstein errichtet und später zu Wohnzwecken ausgebaut und verputzt. | 18. Jhd. | 11633 DDB  |

### Erzbach
| Bild            | Bezeichnung | Lage                                         | Beschreibung | Bauzeit  | Objekt-Nr. |
| --------------- | ----------- | -------------------------------------------- | --- | -------- | ---------- |
| Wohnhaus        | Wohnhaus    | Forststraße 15 LageFlur: 1, Flurstück: 229/1 | Kleines gestelztes, traufständiges und einstöckiges Fachwerkhaus mit Satteldach auf hohem Sandsteinsockel, der einen Kellerraum und einen Ziegenstall enthält und an der Vorderfassade verputzt ist. Eine einläufige Freitreppe führt zur Haustür im Fachwerkgeschoss. Das Fachwerk weist wandhohe Streben an Eck- und Bundständern auf und ist rückwärtig mit Stipp-Putz ausgefacht. Das Gebäude ist das einzige unveränderte Tagelöhnerhaus des Dorfes. |          | 11635 DDB  |
| Bild gesucht BW | Wohnhaus    | Forststraße 16 LageFlur: 1, Flurstück: 47/7  | Zweigeschossiges Fachwerkwohnhaus einer vierseitigen Hofreite. Das nach Osten verschindelte Fachwerk weist geschosshohe Streben und einen starken Geschossüberstand mit profilierter Schwelle auf. Am Kellersturz ist das Gebäude datiert 1786, über der Eingangstür 1787 und bezeichnet mit den Initialen IPH. Die Kellerfenster weisen die im Odenwald typischen Schiebesteine auf.                                                                     | 1786/87  | 11636 DDB  |
| Bild gesucht BW | Wohnhaus    | Forststraße 30a LageFlur: 1, Flurstück: 61   | Zweigeschossiges Fachwerkwohnhaus eines Vierseithofes, bedeckt von einem Satteldach. Das Eichenfachwerk weist geschosshohe Streben und einen starken Geschossüberstand auf. Nach Überlieferung der Besitzer war das Gebäude einst inschriftlich datiert 1645 und zählt damit zu den ältesten Bauernhäusern der Gemeinde. | 17. Jhd. | 11637 DDB  |
| Wohnhaus        | Wohnhaus    | Forststraße 37 LageFlur: 1, Flurstück: 260   | Traufständiges zweigeschossiges Fachwerkwohnhaus eines Vierseithofes, auf massivem Sockel mit Keller und Stall. Das an den Giebelseiten verschindelte Fachwerk weist zum Hof hin einen starken Geschossüberstand auf. Das um 1800 erbaute Haus in ortsbildprägender erhöhter Lage steht schräg zu dem sich westlich anschließenden Geviert seines Wirtschaftshofes und ist deswegen wohl älter als dieser.                                                | um 1800  | 11638 DDB  |
| Wohnhaus        | Wohnhaus    | Forststraße 51 LageFlur: 1, Flurstück: 173/1 | Großes zweigeschossiges Fachwerkgebäude mit Satteldach. Das zur Hofseite hin verschindelte Fachwerk ist weitgehend konstruktiv, weist im Obergeschoss aber auch zierende Verstrebungen auf. Am Stürzturz nennt eine Inschrift als Baumeister den Zimmermann Joh. Peter Frölich und das Baujahr 1789. Am Schuppen beim Hofeingang haben sich Ornamente in Stipp-Putz erhalten. Der Brunnentrog von 1832 im Hof weist Reliefschmuck auf.                    | 1789     | 11639 DDB  |
| Grenzsteine     | Grenzsteine | Kalmenheide LageFlur: 1, Flurstück: 253/4    | An der Gemarkungsgrenze südlich von Erzbach hat sich eine Reihe von Grenzsteinen des 16. Jahrhunderts erhalten, die die einstige Grenze zwischen der Kurpfalz und der Grafschaft Erbach markieren. Die nummerierten Steine befinden sich in einem Abstand von etwa je 90 bis 150 Metern und tragen die Wappen der Kurpfalz und der Erbacher Grafen, darunter das Mainzer Rad mit der Inschrift Abgelöst 1650.                                             |          | 11640 DDB  |

### Frohnhofen
| Bild                              | Bezeichnung                       | Lage                                    | Beschreibung | Bauzeit | Objekt-Nr. |
| --------------------------------- | --------------------------------- | --------------------------------------- | --- | ------- | ---------- |
| Friedhofskapelle auf dem Leimberg | Friedhofskapelle auf dem Leimberg | Leimberg LageFlur: 2, Flurstück: 18, 19 | Die Kapelle wurde 1592 von den elf Gemeinden des Kirchspiels Reichelsheim errichtet und 1722 erneuert. Das 1963/64 wenig sachverständig renovierte Gebäude ist von einem Krüppelwalmdach bedeckt. In einem freistehenden metallenen Glockenstuhl vor der Kapelle hängt die alte Vaterunser-Glocke von 1446 aus der evangelischen Kirche in Reichelsheim. An der Außenwand der Kapelle befindet sich mit einem historischen Grabstein von 1775 das einzige ältere Grabmonument des Friedhofs. |         | 11643 DDB  |

### Gersprenz
| Bild             | Bezeichnung                     | Lage                                        | Beschreibung | Bauzeit    | Objekt-Nr. |
| ---------------- | ------------------------------- | ------------------------------------------- | --- | ---------- | ---------- |
| Friedhofskapelle | Friedhofskapelle                | Am Kirchhof LageFlur: 5, Flurstück: 7       | Die Kapelle wurde 1618 zwischen Gersprenz und Ober-Kainsbach für beide Dörfer erbaut. Gemäß dem Datum im Türsturz wurde sie 1787 erneuert. Die Kapelle ist ein verputzter massiver Sandsteinbau mit Eckquaderung, auf einem rechteckigen Grundriss, bedeckt von einem Krüppelwalmdach. Im Inneren ist eine zweiseitig umlaufende Empore eingezogen. Die Kanzel sowie deren Schalldeckel stammen angeblich aus der früheren Johanniterkirche in Ober-Kainsbach. |            | 11646 DDB  |
| Bild gesucht BW  | Scholzenhof, Sachteil: Kuhstall | Heinrichstraße 7 LageFlur: 1, Flurstück: 90 | Dreischiffiger Kuhstall mit Kreuzgewölbe auf Sandsteinpfeilern, wohl aus der Mitte des 19. Jahrhunderts. Diese außergewöhnliche Gestaltung eines Stalles ist im Odenwald noch einige weitere Male anzutreffen, wobei der Stall des Scholzenhofes nicht wie andernorts für einen adligen Besitzer erbaut wurde. | um 1850/60 | 11645 DDB  |

### Gumpen
| Bild                          | Bezeichnung                   | Lage                                           | Beschreibung | Bauzeit  | Objekt-Nr. |
| ----------------------------- | ----------------------------- | ---------------------------------------------- | --- | -------- | ---------- |
| Wohnhaus                      | Wohnhaus                      | Hardtweg 12 LageFlur: 6, Flurstück: 90         | Das aus einem Wohnstallhaus hervorgegangene Wohnhaus ist ein zweigeschossiges Fachwerkhaus mit hofseitigem fränkischen Erker und Türkenkreuz über dem Mittelfenster des Obergeschosses. Das an der Westseite verkleidete Gebäude wurde gemäß einer heute verlorenen Inschrift 1648 errichtet und war 1695 im Besitz der Freiherren von Stein. Einige alte Bleiglasfenster haben sich erhalten. Das Gebäude ist eines der ältesten Bauernhäuser im Odenwaldkreis. Das zugehörige Backhaus ist am Keller datiert 1865 und könnte einst auch ein Bau (Altenteiler) gewesen sein.                                    | 1648     | 11648 DDB  |
| Bild gesucht BW               | Gesäßhof                      | Im Gesäß 1 LageFlur: 5, Flurstück: 61          | Ursprünglich freistehender Vierseithof im 1971/72 mit Groß-Gumpen zu Gumpen vereinten Ober-Klein-Gumpen. Das Wohnhaus ist ein zweistöckiger verschindelter Fachwerkbau, der gemäß einer unter der Verschindelung befindlichen Inschrift 1737 über älteren Fundamenten errichtet wurde. Das Wohnhaus ist von einem Satteldach bedeckt. Die umliegenden Wirtschaftsgebäude wurden im 19. Jahrhundert errichtet und weisen bauzeitlichen Kratz- und Stipp-Putz auf. Ein von einem älteren Stallgebäude stammender Bogen einer Kellertür ist 1562 datiert und wurde an einem benachbarten Ferienhaus vermauert.      |          | 11652 DDB  |
| Wohnstallhaus, ehem. Gasthaus | Wohnstallhaus, ehem. Gasthaus | Kriemhildstraße 26 LageFlur: 1, Flurstück: 44  | Zweigeschossiges Fachwerkhaus, bedeckt von einem Satteldach. Das Haus wurde laut einer Inschrift von Zimmermeister Adam Schreck 1778 errichtet. Die Stallzone im Erdgeschoss wurde nachträglich mit Fachwerk erneuert. Das von einer kräftigen profilierten Schwelle abgetrennte Obergeschoss weist reiches Zierfachwerk mit Rauten in den Brüstungsfüllungen sowie Mannfiguren auf. Die Haustür ist original erhalten geblieben. Die Fenster des ebenfalls 1778 datierten Kellers haben die im Odenwald häufig vorkommenden Schiebesteine. Die zum Gebäude gehörige Stallscheune ist am Torbalken datiert 1779. | 1778     | 11649 DDB  |
| Wohnhaus                      | Wohnhaus                      | Kriemhildstraße 53 LageFlur: 6, Flurstück: 107 | Zweigeschossiges Fachwerkwohnhaus, bedeckt von einem Satteldach. Bis auf den Rähm ist das Fachwerk aus Weichholz ausgeführt, die weite Ständerstellung, die geneigten geschosshohen Streben und der starke Geschossüberstand erlauben eine Datierung des Gebäudes noch ins 17. Jahrhundert. Im 19. Jahrhundert wurde das Haus nach Osten verlängert. | 17. Jhd. | 11650 DDB  |

### Klein-Gumpen
| Bild        | Bezeichnung | Lage                                                              | Beschreibung | Bauzeit | Objekt-Nr. |
| ----------- | ----------- | ----------------------------------------------------------------- | --- | ------- | ---------- |
| Wohnhaus    | Wohnhaus    | Mergbachstraße 35 LageFlur: 4, Flurstück: 147/2                   | Zweistöckiges Fachwerkwohnhaus auf massivem Sockel, mit kräftigem Geschossüberstand an der Traufseite, krummen Streben, ornamentverziertem Eckständer und Andreaskreuz unter einem Fenster des Obergeschosses. Das von einem Satteldach bedeckte Haus kann wegen seiner Fachwerk-Charakteristika noch ins späte 17. oder frühe 18. Jahrhundert datiert werden. Der zugehörige Schweinestall wurde im 19. Jahrhundert erbaut und weist einen überdeckten Laubengang auf. | um 1700 | 11903 DDB  |
| Wohnhaus    | Wohnhaus    | Mergbachstraße 62 LageFlur: 4, Flurstück: 23/4                    | Das als Wohnhaus einer großen Hofreite fungierende Gebäude ist ein zweistöckiger Fachwerkbau, der von einem Satteldach überdeckt ist. An der straßenseitigen Traufseite ist das Haus verkleidet, die freiliegende Giebelseite lässt kräftige Fachwerkformationen mit Mann-Streben und Andreaskreuzen in den Brüstungsfeldern der Fenster erkennen. Die Fachwerk-Charakteristika und der kräftige Geschossüberstand kennzeichnen das Haus als Gebäude aus der Mitte des 18. Jahrhunderts, das auf einem älteren, am rundbogigen Eingang 1577 datierten Gewölbekeller errichtet wurde. |         | 11904 DDB  |
| Wohnhaus    | Wohnhaus    | Mergbachstraße 78/80 LageFlur: 4, Flurstück: 32/7                 | Zweistöckiges Fachwerkhaus als Wohnhaus einer dreiseitigen Hofreite. Während das Erdgeschoss rein konstruktives Fachwerk aufweist, sind im ersten Geschoss Zierelemente wie Mann-Figuren mit Gegenstreben und eine starke, mit den Balkenköpfen verkämmte Schwelle zu erkennen. Das Haus ist am Eckständer datiert 1729. Die Fenster des von einem Satteldach bedeckten Hauses wurden nachträglich verändert. | 1729    | 11905 DDB  |
| Ehem. Mühle | Ehem. Mühle | Mühlstraße 6, 8, Im Ort LageFlur: 4, Flurstück: 89/1, 91/2, 205/1 | Ehemaliges Mühlenanwesen mit einer großen geschlossenen Hofreite am westlichen Dorfrand. Das Hauptgebäude wurde im 19. Jahrhundert als teilunterkellertes zweistöckiges Fachwerkgebäude mit Satteldach errichtet. Außerhalb des Hofes befindet sich die ehemalige Ölmühle, deren Inschrift am Türsturz den Besitzer Joh. Adam Arras und das Baujahr 1788 nennt. Die Ölmühle ist ein zweistöckiges Fachwerkgebäude und verfügt über einen Wohnteil im Obergeschoss. Sie weist noch barocke Tür- und Fensterrahmen sowie originale Fenstergitter und Verglasungen auf.                 |         | 11906 DDB  |

### Ober-Kainsbach
| Bild                              | Bezeichnung                                     | Lage                                                      | Beschreibung | Bauzeit  | Objekt-Nr. |
| --------------------------------- | ----------------------------------------------- | --------------------------------------------------------- | --- | -------- | ---------- |
| Reste des Galgens und Grenzsteine | Reste des Galgens und Grenzsteine               | Am Galgen LageFlur: 9, Flurstück: 109, 129                | Der Galgen in Ober-Kainsbach ist seit 1623 belegt und wurde 1743 erneuert. Der übrig gebliebene Säulenstein wurde 1980 auf einen Steinblock gesetzt, der eine erklärende Inschrift trägt. Weitere trommelförmige Reste der Galgensäule sollen sich in der Spreng, im Hof Dingeldey und beim Gasthof Dauernheim befinden, einst auch in Gersprenz. Beim Galgenstein befinden sich zwei Grenzsteine von 1743, die 1980 um einige Meter versetzt wurden, sowie zwei undatierte Grenzsteine am althergebrachten Standort.                                     |          | 11669 DDB  |
| Kriegerdenkmal                    | Kriegerdenkmal                                  | Am Götzrain LageFlur: 6, Flurstück: 85/3                  | | 1921     | 737236 DDB |
| Wegweiserstein                    | Laufbrunnen mit Grenzsteinen und Wegweiserstein | Am Morsberg 2 (bei Spreng) LageFlur: 11, Flurstück: 101   | Der Brunnen an der Spreng wurde 1978 aus zwei Wannen mit Datierung 1907 und zwei als Brunnenstock genutzten alten Erbachschen Grenzsteinen von 1554 geschaffen. Dabei hat man auch einen alten Wegweiserstein aus der Zeit um 1925, der früher etwas entfernt stand, zu dem Ensemble hinzu gruppiert. |          | 11668 DDB  |
| Villa                             | Villa                                           | Am Morsberg 27 LageFlur: 10, Flurstück: 120               | | 1907/08  | 723599 DDB |
| Fuchshütte                        | Fuchshütte                                      | Morswald LageFlur: 12, Flurstück: 6                       | Runder Sandsteinbau aus roh behauenen Quadern, erbaut um 1800 von den Grafen von Eberbach zu Jagdzwecken. Das Gebäude weist eine Tür und drei Fenster auf, eines davon ist als Schießscharte ausgebildet. Das Dach wurde in jüngerer Zeit erneuert. | um 1800  | 11667 DDB  |
| Grenzsteine                       | Grenzsteine                                     | Talstraße LageFlur: 1, Flurstück: 56/1                    | Ursprünglich aus dem Wald am Heidelberg stammend, wurden zwei Grenzsteine aus dem 17. Jahrhundert 1981 in die Ortsmitte an die Kreuzung von Talstraße und Korngasse versetzt. Die Steine sind hochrechteckige Quader und sie tragen das Erbacher und das Breuberger Wappen. Einst waren 190 solcher Grenzsteine an der Gemarkungsgrenze vorhanden. |          | 11658 DDB  |
| Wohnhaus                          | Wohnhaus                                        | Talstraße 27 LageFlur: 9, Flurstück: 77                   | Giebelständiges zweistöckiges Fachwerkwohnhaus auf massivem verputzen Kellersockel, bedeckt von einem Satteldach. Am Keller, dessen Fenster Schiebesteine aufweisen, datiert 1787. An der Traufseite führt eine zweiläufige Freitreppe zur Haustür im ersten Wohngeschoss, die Giebelseite zur Straße hin ist verschindelt. Der hintere Bereich des unteren Geschosses bildete einst den Stallteil, er wurde massiv erneuert und zu Wohnzwecken ausgebaut.                                                                                                | 1787     | 11659 DDB  |
| Wohnhaus                          | Wohnhaus                                        | Talstraße 29 LageFlur: 9, Flurstück: 76                   | Giebelständiges zweistöckiges Fachwerkwohnhaus auf massivem Sandsteinsockel mit Keller und Stall, bedeckt von einem Satteldach. An der Traufseite führt eine zweiläufige Freitreppe zur originalen Haustür im ersten Wohngeschoss, die Giebelseite zur Straße hin ist verschindelt. Das im frühen 19. Jahrhundert erbaute Haus soll zuerst in Pfaffen-Beerfurth errichtet worden und später an seinen heutigen Standort versetzt worden sein. | 19. Jhd. | 11660 DDB  |
| Hofreite                          | Hofreite                                        | Talstraße 52, Kainsbach LageFlur: 1, Flurstück: 98/1, 102 | Große einheitliche Hofreite in der Ortsmitte. Das große, zum Hof hin verschindelte zweistöckige Fachwerkwohnhaus mit Satteldach war einst über der Tür datiert 1878 und weist rasterartiges klassizistisches Fachwerk auf. An das Haus reihen sich verschiedene, meist auch in Fachwerk errichtete Wirtschaftsgebäude an, die den U-förmigen Baukörper der Hofreite komplettieren. Die Scheune von 1849 weist Kratzputz, pflanzliche Ornamente, eine Bauinschrift und zahlreiche Sinnsprüche auf. Im Hof befindet sich noch eine Kartoffelmühle von 1746. | 19. Jhd. | 11661 DDB  |
| Bild gesucht BW                   | Vierseitenhof                                   | Talstraße 70 LageFlur: 2, Flurstück: 31/5                 | Der auf einer Anhöhe gelegene Hof nimmt eine beherrschende Position im gesamten Tal ein. Das zweistöckige Fachwerkwohnhaus des Hofs weist gitterartiges klassizistisches Fachwerk auf und ist im Putz datiert 1857. Die Ställe von 1904 und 1914 sind Fachwerkbauten auf Sockeln aus „weißem“ Sandstein vom Morsberg. Die Scheuer wurde 1907 errichtet, in ihr befindet sich ein wiederverwendeter Balken mit der Datierung 1718. Zum Hof gehört auch ein außerhalb gelegenes Backhaus aus dem 18. Jahrhundert.                                           |          | 11662 DDB  |
| Tagelöhnerhaus                    | Tagelöhnerhaus                                  | Talstraße 87 LageFlur: 4, Flurstück: 96                   | Kleines gestelztes einstöckiges Fachwerkhaus auf massivem Sockel mit Keller und Stall, bedeckt von einem Satteldach. An der Traufseite führt eine einläufige Freitreppe zur Haustür im Wohngeschoss. Das Fachwerk ist schlicht konstruktiv. Das Haus ist das letzte Tagelöhnerhaus im ganzen Tal und hat daher sozialgeschichtliche Bedeutung. |          | 11663 DDB  |
| Bild gesucht BW                   | Sachteil: Laufbrunnen                           | Talstraße 92 LageFlur: 2, Flurstück: 20                   | Der Laufbrunnen wurde 1833 errichtet, sein langer Trog stammt von 1847. Der Brunnenstock ist mit einem Knauf bekrönt. Im Stock ist eine Vorrichtung zur Dreiteilung des durchfließenden Wassers, wobei ein Drittel zu einem Nachbarhof abgeführt wird. Der Brunnen hat daher wirtschafts- und rechtsgeschichtliche Bedeutung. | 1833     | 11664 DDB  |
| Bild gesucht BW                   | Haalhof, Sachteil: Kellerbogen                  | Talstraße 126 LageFlur: 5, Flurstück: 38                  | Der Haalhof, der mit einigen umliegenden Gebäuden heute das nördliche Ortsende bildet, ist wahrscheinlich der Rest eines einst Hausen genannten Burgweilers der nahen Burg Schnellerts. Am Haalhof vermauert ist ein 1587 datierter Torbogen, der einer Legende nach von der Burg selbst stammen soll. |          | 11665 DDB  |
| Sachteil: Altenteiler             | Sachteil: Altenteiler                           | Wünschbacher Straße 4 LageFlur: 5, Flurstück: 60          | Kleines einstöckiges Fachwerkgebäude auf massivem Stallsockel. Das schlichte Gebäude aus dem späten 18. Jahrhundert ist ein typischer Bau, wie er auf vielen Höfen im Odenwald anzutreffen war. Er kombiniert Stallräume mit einer kleinen Wohnung, die als Altenteil oder als Knechtswohnung genutzt werden konnte. Der Bau der Hofanlage in der Wünschbacher Straße ist weitgehend original erhalten und in dieser ungestörten Form heute selten. | 18. Jhd. | 11666 DDB  |

### Ober-Ostern
| Bild                                   | Bezeichnung                            | Lage                                                             | Beschreibung | Bauzeit  | Objekt-Nr. |
| -------------------------------------- | -------------------------------------- | ---------------------------------------------------------------- | --- | -------- | ---------- |
| Jägersburg                             | Jägersburg                             | Außerhalb 3 LageFlur: 5, Flurstück: 88                           | Fünfachsiges Gebäude aus Bruchsteinmauerwerk aus rotem Sandstein. | 1893     | 640790 DDB |
| Steinkreuz, Flur 'Am Hausberg'         | Steinkreuz, Flur 'Am Hausberg'         | Im Grund (bei Ostertalstraße Nr. 9) LageFlur: 3, Flurstück: 71/1 | Überrest eines alten Steinkreuzes, das der Sage nach den Platz markierte, an dem einst ein französischer Offizier gefallen sein soll. Das Kreuz, das kräftig gefaste Kanten aufweist und dem der Fuß fehlt, war einst in der Gartenmauer eines Gehöfts vermauert und wurde 1984 an seinen heutigen Standort am Straßenrand versetzt, wo es in einer Sockelplatte verankert ist. |          | 11672 DDB  |
| Bildstock                              | Bildstock                              | Ostertalstraße (Ecke Centwald) LageFlur: 1, Flurstück: 267/2     | Monolither Bildstock des späten Mittelalters, mit gotischer Spitzbogennische auf rechteckigem Schaft, in den zwei übereinander stehende Kreuze eingeritzt sind. Der 140 cm hohe und aus Sandstein gearbeitete Bildstock befand sich ursprünglich in der Allmende am alten Weg zur Wegscheide am Waldrand. |          | 11680 DDB  |
| Bild gesucht BW                        | Wohnhaus                               | Ostertalstraße 3 LageFlur: 3, Flurstück: 83                      | Wohnhaus des „Zehntschulzenhofs“, zweigeschossiges Fachwerkhaus auf hohem Kellersockel, bedeckt von einem Satteldach, mit zweiläufiger Freitreppe an der Traufseite zur Haustür im ersten Fachwerkstock und Kellerfenstern mit Schiebesteinen. Das Haus wurde nach einem Brand von 1774 erneuert. Der separate, jetzt als Scheune genutzte Keller weist ein klassizistisches Türblatt auf und ist im Bogen datiert 1741.                                                                                                 | 1778     | 11671 DDB  |
| Wohnhaus                               | Wohnhaus                               | Ostertalstraße 11 LageFlur: 3, Flurstück: 49/1                   | Giebelständiges zweistöckiges Fachwerkwohnhaus eines großen Vierseithofes, mit leicht überkragenden Fachwerkgeschossen auf massivem Sockel, bedeckt von einem Satteldach. Das Gebäude ist am Türsturz sowie am floral verzierten Schlussstein des Kellerbogens datiert 1794. An der zugehörigen Scheune, die einen weiteren Gewölbekeller aufweist, befindet sich im Torbalken eine weitere Inschrift. | 1794     | 11673 DDB  |
| Sachteil: Laufbrunnen                  | Sachteil: Laufbrunnen                  | Ostertalstraße 17 LageFlur: 3, Flurstück: 37/5                   | Laufbrunnen mit zweigeteilter länglicher Wanne und Brunnenstock mit Abakus und Kugelaufsatz, am Stock datiert 1833. Das Wasser des Brunnens kommt heute von der Hausleitung. | 1833     | 11674 DDB  |
| Bild gesucht BW                        | Wohnhaus                               | Ostertalstraße 25 LageFlur: 3, Flurstück: 30/3                   | Zweistöckiges Fachwerkwohnhaus aus der Zeit um 1700, das nach Süden um ein etwas höheres Mühlengebäude verlängert wurde, dessen Mühleinerichtung erhalten blieb. Das Wohnhaus weist die für die Zeit um 1700 typische weite Ständerstellung auf. Die fünf Stufen umfassende Treppe zur Haustür an der Traufseite wurde unter Verwendung eines alten Mühlsteins gesetzt. Das Haus war Teil einer Hofreite aus dem 18. Jahrhundert, mit einer 1723 datierten Scheune, die 1984 abgerissen wurde.                           | um 1700  | 11675 DDB  |
| Sachteile: Kellerportal und Kaminstein | Sachteile: Kellerportal und Kaminstein | Ostertalstraße 33 LageFlur: 2, Flurstück: 31/1                   | Der abseits des zugehörigen Wohnhauses freistehende Keller des Anwesens ist im Bogenscheitel seines Portals datiert 1755 und hat ein klassizistisches Türblatt. In der aus Bruchstein gemauerten Einfriedung des Anwesens ist ein Ofenstein mit der Datierung 1743 vermauert. |          | 11676 DDB  |
| Ehemalige Schule                       | Ehemalige Schule                       | Ostertalstraße 41 LageFlur: 2, Flurstück: 27/4                   | Zweistöckiger Fachwerkbau auf massivem Sockel aus Sandsteinquadern, bedeckt mit einem Krüppelwalmdach. Zur Straßenseite nach Osten hin sind ein genaster Treppenturm mit Eckquaderung und Fachwerk-Turmaufsatz sowie eine Eingangsloggia und ein weiterer niedriger Bauteil angebaut, die der Schule einen pittoresken Villenstil mit lokalen ländlichen Motiven verleihen. Die Schule ähnelt der in Brombachtal-Birkert, die 1903 erbaut wurde.                                                                         | 1900     | 11677 DDB  |
| Wohnhaus                               | Wohnhaus                               | Ostertalstraße 47 LageFlur: 2, Flurstück: 2/1                    | Zweigeschossiges Fachwerkwohnhaus eines vierseitigen Hofes, bedeckt von einem Satteldach. Das Fachwerk aus dem frühen 18. Jahrhundert weist im Obergeschoss in den Brüstungsfeldern der Fenster genaste Fußstreben auf, die im Odenwaldkreis sonst nur selten vorkommen. Auf dem Hof wurde bereits ein neues Wohnhaus errichtet, so dass das alte Wohnhaus im Bestand gefährdet ist. | 18. Jhd. | 11678 DDB  |
| Wohnhaus                               | Wohnhaus                               | Ostertalstraße 59 LageFlur: 1, Flurstück: 12/1                   | Zweistöckiges Fachwerkwohnhaus in landschaftsbestimmender Hanglage, bedeckt von einem Satteldach. Das über dem Portal 1788 datierte Haus weist am Keller eine weitere Datierung 1766 auf, die das hohe Alter des Hubenofes belegt. Die Schwelle, die Fensterbänke und die Türrahmen sind zum Teil mit Schnitzereien profiliert, außerdem sind einige alte Bleiglasfenster erhalten. Der freistehende Gewölbekeller wurde 1828 errichtet, das neben dem Hof befindliche Backhäuschen stammt auch aus dem 19. Jahrhundert. | 1788     | 11679 DDB  |

### Reichelsheim
| Bild                                        | Bezeichnung                                 | Lage | Beschreibung | Bauzeit   | Objekt-Nr. |
| ------------------------------------------- | ------------------------------------------- | --- | --- | --------- | ---------- |
| Bild gesucht BW                             | Gesamtanlage Reichelsheim                   | Lage | Die Gesamtanlage umfasst den alten Siedlungskern, der sich vom Kirchhügel aus vor allem nach Norden zu beiden Seiten der Bismarckstraße erstreckt. |           | 11590 DDB  |
| Villa                                       | Villa                                       | Am Flutgraben 1 LageFlur: 10, Flurstück: 98/2 | Villa der Gründerzeit, zweigeschossig, mit Walmdach, gegiebelten Eckrisaliten und Fachwerkdrempel. Die abgeschrägte Nordwestecke geht im oberen Bereich in ein kleines Ecktürmchen über, in dessen Brüstungsfeldern sich das Fachwerk des Drempels fortsetzt. Die Fensterprofile der Vollgeschosse sind neogotisch ausgestaltet. Die Villa steht dokumentarisch für die beginnende Verstädterung des Ortes und befindet sich durch ihre Ecklage an einer städtebaulich wichtigen Stelle. |           | 11591 DDB  |
| weitere Bilder                              | Burg Reichenberg                            | Am Schloßberg, Am Tiergarten und Eiskeller, Beerfurther Straße 22, Berg, Fuchsloch, Schloß Reichenberg, Wingertsberg LageFlur: 7, Flurstück: 339–342, 359, 367, 382–384, 395–419, 420/1, 420/2, 421, 424–436, 443–448, 452–454, 456–458, 467–482, 488–497, 499 | Im Kern staufische Burganlage mit erhaltenen Resten der Schildmauer aus der Bauzeit. Der Palas („Krummer Bau“) ist im Kern sicher auch noch stauferzeitlich und wurde 1554 erneuert. Vom einstigen Bergfried wurden 1936 Fundamentreste ergraben. Unterhalb der Kernburg schließt sich die Vorburg aus der Zeit um 1400 an, mit Burgkapelle, die um 1450 um einen Chor erweitert wurde, sowie mit dem Erbachschen Amtsgebäude („Kammerbau“), das 1720 anstelle eines älteren Wirtschaftsgebäudes entstand. Am südlichen hang des Reichenbergs befunden sich Reste der Terrassierung der einstigen Weinberge, die 1879 gerodet und in Ackerland umgewandelt wurden. |           | 11613 DDB  |
| Ehemalige Post von Thurn und Taxis          | Ehemalige Post von Thurn und Taxis          | Bahnhofstraße 4 LageFlur: 10, Flurstück: 96/2 | Traufständiger zweistöckiger Klinkerbau mit von einem Treppengiebel bekröntem Eckrisalit, der im Giebelbereich ein von einem Blendbogen überspanntes Dreifachfenster aufweist. Der Bau wird von horizontalen Gesimsen gegliedert und hat gegiebelte Fenster. Der städtische Baustil ist exemplarisch für die Aufgabe ländlicher Bautraditionen um die Jahrhundertwende. | 1902      | 11592 DDB  |
| Hof „Mühlschmitz“                           | Hof „Mühlschmitz“                           | Bismarckstraße 8 LageFlur: 1, Flurstück: 107/8 | Zweigeschossiges Fachwerkwohnhaus einer großen Hofreite. Das von einem Satteldach bedeckte Haus geht wohl auf ein Einhaus zurück, in dem sich eine Schmiede befand und dessen westlicher Teil als Bau (Knechtswohnung oder Altenteil) ausgebaut wurde. Das Fachwerk ist dreizonig gegliedert und weist K-Streben sowie Eckständer mit Mannfiguren auf. Hofseitig wurde das Gebäude im Erdgeschoss massiv erneuert. Die Nordwand dürfte wegen ihres dünnen Fachwerks ebenfalls erneuert worden sein. Das Dach weist noch alte Biberschwanzziegel auf. Einige bleiverglaste Fenster blieben ebenfalls erhalten. Die im rechten Winkel zum Haus stehende Stallscheune mit Keller wurde 1781 erbaut. Als eine der letzten erhaltenen Hofreiten in Reichelsheim ist der Hof „Mühlschmitz“ von städtebaulichem und wissenschaftlichem Interesse. | um 1780   | 11593 DDB  |
| Stallgebäude über dem Mergbach              | Stallgebäude über dem Mergbach              | Bismarckstraße 11 LageFlur: 1, Flurstück: 45/3 | Langgestrecktes Stallgebäude mit Satteldach auf einem brückenartigen Sockel über dem Mergbach, der hier parallel zum Mühlgraben verläuft. Das Wasser wird durch den rundbogigen Durchlass unter dem Gebäude hindurch geleitet. |           | 11594 DDB  |
| Bäckerei und Café „Zum Hirsch“              | Bäckerei und Café „Zum Hirsch“              | Bismarckstraße 25 LageFlur: 1, Flurstück: 14/2 | Giebelständiges zweistöckiges Fachwerkhaus auf hohem Kellersockel mit Krüppelwalmdach. Das Fachwerk des Gebäudes ist zum Teil verschindelt oder verkleidet. Rechts ist ein moderner Anbau. Im frühen 19. Jahrhundert erbaut, befand sich im Gebäude einst Bäckerei und Café „Zum Deutschen Kaiser“. Das spätbarocke Portal des Gebäudes weist eine Brezel sowie die Jahreszahl 1821 auf. Links neben dem Gebäude stand früher ein Haus von ähnlicher Kubatur. | 19. Jhd.  | 11595 DDB  |
| Gasthaus „Zum Adler“                        | Gasthaus „Zum Adler“                        | Bismarckstraße 26, Bismarckstraße LageFlur: 1, Flurstück: 120/8, 120/9 | Traufständiges zweigeschossiges Fachwerkhaus mit dahinter befindlichem großen vierseitigen Hof. Das um 1800 erbaute Gebäude weist sieben Fensterachsen auf und ist von einem Satteldach bedeckt. Das Gebäude war lange Zeit verputzt, das Fachwerk wurde erst in jüngerer Zeit wieder freigelegt. | um 1800   | 11596 DDB  |
| Doppelhaus                                  | Doppelhaus                                  | Bismarckstraße 28 LageFlur: 1, Flurstück: 121/3, 122/1 | Zweigeschossiges traufständiges Fachwerk-Doppelhaus mit gemeinsamer überbauter Hofdurchfahrt in der Gebäudemitte, die Haushälften jeweils auf einem massiven Kellersockel, bedeckt von einem gemeinsamen Satteldach. Eine hebräische Inschrift über der Hofeinfahrt benennt den Bauherrn, den Juden Sharga Ben David und das Baujahr 1827. | 1827      | 11597 DDB  |
| Doppelhaus                                  | Doppelhaus                                  | Bismarckstraße 33 LageFlur: 1, Flurstück: 11/1 | Langgestrecktes zweistöckiges Fachwerkhaus in ortsbildprägender Lage am Aufgang zur Kirche. Die rechte Gebäudehälfte ist traufständig und von einem Mansarddach bedeckt. Die linke Gebäudehälfte weist im Erdgeschoss einen Ladeneinbau auf, darüber ist ein zur Straße hin orientierter Mansardgiebel. In seiner heutigen Gestalt stammt das Gebäude aus dem 19. Jahrhundert, es ist im Kern aber sicher älter. |           | 11598 DDB  |
| Rathaus, ehemaliges Amtsgericht             | Rathaus, ehemaliges Amtsgericht             | Bismarckstraße 43 LageFlur: 1, Flurstück: 247/12 | Massives zweigeschossiges Steingebäude, das mit seiner gekrümmten Fassade dem Straßenverlauf folgt. Das Gebäude steht traufseitig zur Straße, weist als seitliche Abschlüsse aber unterschiedlich gestaltete Quergiebel auf. Der linke Giebel ist einem historischen Staffelgiebel nachempfunden und aus Werksteinen aufgemauert, der rechte, risalitartig etwas vorspringende Giebel ist durch eine Schwelle abgetrennt und verputzt, sein Dach ist als Fußkrüppelwalmdach ausgebildet. Seitlich nach hinten versetzt ist ein Treppenturm mit oktogonalem Aufsatz angebaut. In einem nach hinten angebauten hallenartigen Gebäude befand sich bei der Einweihung als Amtsgericht 1902 der Gerichtssaal. Heute wird der späthistoristische Gebäudekomplex als Rathaus genutzt.                                                             | 1902      | 11599 DDB  |
| Ehemaliges Gefängnis                        | Ehemaliges Gefängnis                        | Bismarckstraße 43a LageFlur: 1, Flurstück: 247/9 | Zweieinhalbgeschossiger Steinbau mit Walmdach und abgewalmten Zwerchhäusern. Das Gebäude wurde 1903/04 gleichzeitig mit dem Gerichtsgebäude auf dem hinteren Teil des Grundstücks errichtet und korrespondiert in seinen Materialien und Formen mit dem Gerichtsgebäude. Das Haus wurde inzwischen zu Wohnzwecken umgebaut. | 1903/04   | 11600 DDB  |
| Wohn- und Geschäftshaus                     | Wohn- und Geschäftshaus                     | Bismarckstraße 45 LageFlur: 1, Flurstück: 246/6 | Zweistöckiger giebelständiger Fachwerkbau mit verschindeltem straßenseitigen Südgiebel. Im Erdgeschoss befindet sich ein moderner Ladeneinbau von 1928. Nach Osten hin wurde im Satteldach des Gebäudes ein Zwerchhaus ausgebaut, von dem über Eck ein Laubengang zu einem historisierenden zweieinhalbgeschossigen Fachwerkanbau führt. Im Westen befindet sich ein moderner Anbau. Das Haus ist im Kern von 1606, eine entsprechende Datierung befindet sich unter einem der Fenster. |           | 11601 DDB  |
| Ehemaliges Amtshaus                         | Ehemaliges Amtshaus                         | Bismarckstraße 46, 48 LageFlur: 1, Flurstück: 176/3, 177/2 | Verputztes zweigeschossiges Fachwerk-Doppelhaus mit Satteldach über großem Keller. Das am Kellerfenster 1713 datierte Gebäude war einst Sitz des Erbachschen Amtes Reichenberg und wurde im Lauf der Zeit auch als Gaststätte und Apotheke genutzt. Der große Keller war Weinkeller für den Schlossberg. Im Obergeschoss weisen die Räume Stuckdecken auf. Das Gebäude an städtebaulich exponierter Lage hat städtebauliche und geschichtliche Bedeutung. | 1713      | 11602 DDB  |
| Wohnhaus                                    | Wohnhaus                                    | Bismarckstraße 47 LageFlur: 1, Flurstück: 245/7 | Giebelständiges zweigeschossiges Fachwerkwohnhaus einer dreiseitigen Hofreite, auf massivem Sockel, bedeckt von einem Krüppelwalmdach. Die Giebelseite zur Straße hin ist verkleidet, an der Traufseite zum Hof hin liegt das Fachwerk frei und lässt deutlichen Geschossüberstand erkennen. Die Freitreppe zur Haustür wurde erneuert. | 18. Jhd.  | 11603 DDB  |
| Hofreite                                    | Hofreite                                    | Bismarckstraße 52 LageFlur: 1, Flurstück: 179/1 | Vierseitige Hofreite. Das verkleidete zweigeschossige Fachwerkwohnhaus mit Satteldach und ein etwas kleineres, ebenfalls von einem Satteldach bedecktes zweigeschossiges verputztes Nebengebäude stehen beide traufständig. Teilweise sind originale Butzenscheiben erhalten. |           | 11604 DDB  |
| Herrnmühle                                  | Herrnmühle                                  | Darmstädter Straße 60, Mühlgraben LageFlur: 9, Flurstück: 323, 324/1 | Bis 1870 im Besitz der Grafen von Erbach befindliches Mühlenanwesen. Im langgestreckten Wohnhaus von 1777 mit Fachwerkoberstock und Krüppelwalmdach befanden sich einst eine Brauerei und eine Steinschleiferei. Das gegenüberliegende Mühlengebäude stammt im Kern aus dem 15. Jahrhundert, es wurde gemäß den Inschriften an den Ortsteinen vielfach umgebaut und erhielt 1930/36 seine heutige Gestalt mit Krüppelwalmdach und einem turmartigen Giebelaufsatz. |           | 11605 DDB  |
| Fronhof                                     | Fronhof                                     | Darmstädter Straße 80 LageFlur: 8, Flurstück: 26/1 | Die westlich des Ortes gelegene große vierseitige Anlage war ein standesherrschaftlicher Wirtschaftshof, der bereits 1450 im Besitz der Schenken von Erbach erwähnt wurde und dem nahen Ort Fronhofen den Namen gab. Das Wohnhaus am östlichen Ende der Anlage ist ein massiver zweistöckiger Steinbau mit pilastergerahmtem und verdachten Portal aus Sandstein, das im Bogenfeld das Wappen der Grafen von Erbach und die Jahreszahl 1768 aufweist. Die Stallungen wurden mit Bruchsteinen errichtet, einer der Ställe trägt am Tor das Datum 1831. Die ebenfalls massiven Scheunen verfügen über Schreckköpfe an den Einfahrten. |           | 11606 DDB  |
| weitere Bilder                              | Evangelisch-lutherische Christuskirche      | Krautweg 12 LageFlur: 10, Flurstück: 108/2 | Neugotischer Bau von 1890 mit nach Osten ausgerichtetem eingezogenen Chor, seitlich davon angebauter Sakriestei und an der westlichen Giebelseite befindlichem Kirchturm. | 1890      | 11607 DDB  |
| Evangelisches Pfarrhaus                     | Evangelisches Pfarrhaus                     | Rathausplatz 1 LageFlur: 1, Flurstück: 248/4 | |           | 11608 DDB  |
| Ehemalige Kaplanei, jetzt zweites Pfarrhaus | Ehemalige Kaplanei, jetzt zweites Pfarrhaus | Rathausplatz 5 LageFlur: 1, Flurstück: 2/2 | | 1780      | 11609 DDB  |
| weitere Bilder                              | Evangelische Pfarrkirche                    | Rathausplatz 6 LageFlur: 1, Flurstück: 1/1 | Die 1303 erstmals erwähnte Kirche ist die älteste Kirche der Umgebung und war Mutterkirche für das gesamte Gebiet. Ihre erhöhte Lage mit hoher Ummauerung lassen auf einen Ursprung als Wehrkirche schließen. Der Turmchor aus dem späten 15. Jahrhundert ist der älteste Teil des heutigen Kirchengebäudes, dessen rechteckiges Langhaus im Jahr 1716 gleichzeitig mit dem Turmaufsatz erneuert wurde. Der Spitzhelm des Turms wurde 1874 nochmals erneuert. Im Innern weist die Kirche eine dreiseitig umlaufende, zweistöckige Empore mit Patronatsloge sowie eine alte Kanzel auf. Bedeutende Ausstattungsstücke sind einige alte Gedenktafeln, ein Erbacher Wappen des 14. Jahrhunderts sowie eine kleine geschnitzte barocke Kreuzigungsgruppe. Orgel und Altar wurden 1959 erneuert.                                                |           | 11610 DDB  |
| Ehemaliges Zent- und Rathaus                | Ehemaliges Zent- und Rathaus                | Rathausplatz 7 LageFlur: 1, Flurstück: 5/3 | Zweigeschossiges Fachwerkhaus mit massive erneuertem Erdgeschoss mit vorkragendem Obergeschoss und weiterem Überstand der Giebelgeschosse, bedeckt von einem Krüppelwalmdach. Das Gebäude wurde 1554 als Markt- und Gerichtsgebäude der Zent Reichelsheim errichtet, diente ab 1829 als Rathaus der Gemeinde, war später Schule und ist heute als Museum in Gebrauch. Die ursprünglich offene Erdgeschosshalle wurde im 19. Jahrhundert aufgrund der veränderten Nutzung geschlossen. Das Fachwerkobergeschoss weist im Fachwerk ganze Mannfiguren und in den Brüstungsfeldern der an den Giebelseiten zu Fenstererkern ausgebildeten Fenstergruppen genaste Feuerböcke auf. Westlich traufseitig angebaut ist das so genannte „Blockhaus“, in dem sich einst die Wohnung des Stockmeisters sowie Arrestzellen befanden.                   | 1554      | 11611 DDB  |
| Tagelöhnerhaus                              | Tagelöhnerhaus                              | Reichenberger Straße 12 LageFlur: 1, Flurstück: 21/1 | Kleines traufständiges zweistöckiges Fachwerkwohnhaus aus der Zeit nach 1750 auf hohem massiven Kellersockel, mit einläufiger Freitreppe zum ersten Wohnstock, bedeckt von einem Satteldach. Beide Fachwerkgeschosse haben einen deutlichen Stockwerksüberstand. Das Fachwerk ist in schlichter konstruktiver Weise ausgeführt. | nach 1750 | 11612 DDB  |
| weitere Bilder                              | Jüdischer Friedhof                          | Ruhacker LageFlur: 5, Flurstück: 207 | Der 1857 in der Flur „Ruhacker“ angelegte Judenfriedhof wurde 1875 und 1930 erweitert und zählt mit einer Grundfläche von etwa 2500 m² zu den größten Judenfriedhöfen im Odenwaldkreis. Der alte Teil ist nach vorne durch eine Bruchsteinmauer begrenzt, im hinteren Teil ist der Friedhof von einer Buchsbaumhecke umfriedet. | 1857      | 11614 DDB  |

### Rohrbach
| Bild                        | Bezeichnung                 | Lage                                           | Beschreibung                    | Bauzeit | Objekt-Nr. |
| --------------------------- | --------------------------- | ---------------------------------------------- | ------------------------------- | ------- | ---------- |
|                             |                             | Im Oberdorf 21 LageFlur: 1, Flurstück: 118     | Kleingehöft                     |         | 11682 DDB  |
| Bild gesucht BW             |                             | Im Oberdorf 26 LageFlur: 1, Flurstück: 69/9    | Wohnstallhaus einer Hofreite    |         | 11683 DDB  |
|                             |                             | Im Unterdorf 7 LageFlur: 1, Flurstück: 35      | Zweistöckiges Wohnhaus          |         | 11684 DDB  |
|                             |                             | Im Unterdorf 8 LageFlur: 1, Flurstück: 158/1   | Zweistöckiges Wohnhaus          |         | 11685 DDB  |
| Bild gesucht BW             |                             | Im Unterdorf 30 LageFlur: 1, Flurstück: 159/3  | Vollständig erhaltener Hubenhof |         | 11686 DDB  |
| Bild gesucht BW             |                             | Im Unterdorf 32 LageFlur: 1, Flurstück: 169/14 | Zweistöckiges Fachwerkhaus      | 1785    | 11687 DDB  |
| Ehemaliger Bergwerksstollen | Ehemaliger Bergwerksstollen | Langwiese LageFlur: 1, Flurstück: 55           |                                 |         | 11688 DDB  |

### Unter-Ostern
| Bild             | Bezeichnung      | Lage                                                             | Beschreibung | Bauzeit | Objekt-Nr. |
| ---------------- | ---------------- | ---------------------------------------------------------------- | ------------ | ------- | ---------- |
| Scheune          | Scheune          | Dachsbergweg 2 (am Reichenberger Hang) LageFlur: 9, Flurstück: 5 |              |         | 11694 DDB  |
| Bild gesucht BW  | Sachteil: Portal | Grundstraße 60 LageFlur: 1, Flurstück: 28/5                      |              |         | 11690 DDB  |
| Ehemalige Schule | Ehemalige Schule | Grundstraße 69 LageFlur: 1, Flurstück: 67/6                      |              | 1893    | 11691 DDB  |
|                  |                  | Grundstraße 75 LageFlur: 1, Flurstück: 68/4                      |              |         | 11692 DDB  |
|                  |                  | Rohrbacher Straße 80 LageFlur: 5, Flurstück: 49/2                |              |         | 11693 DDB  |